# Pedra da Galinha Choca

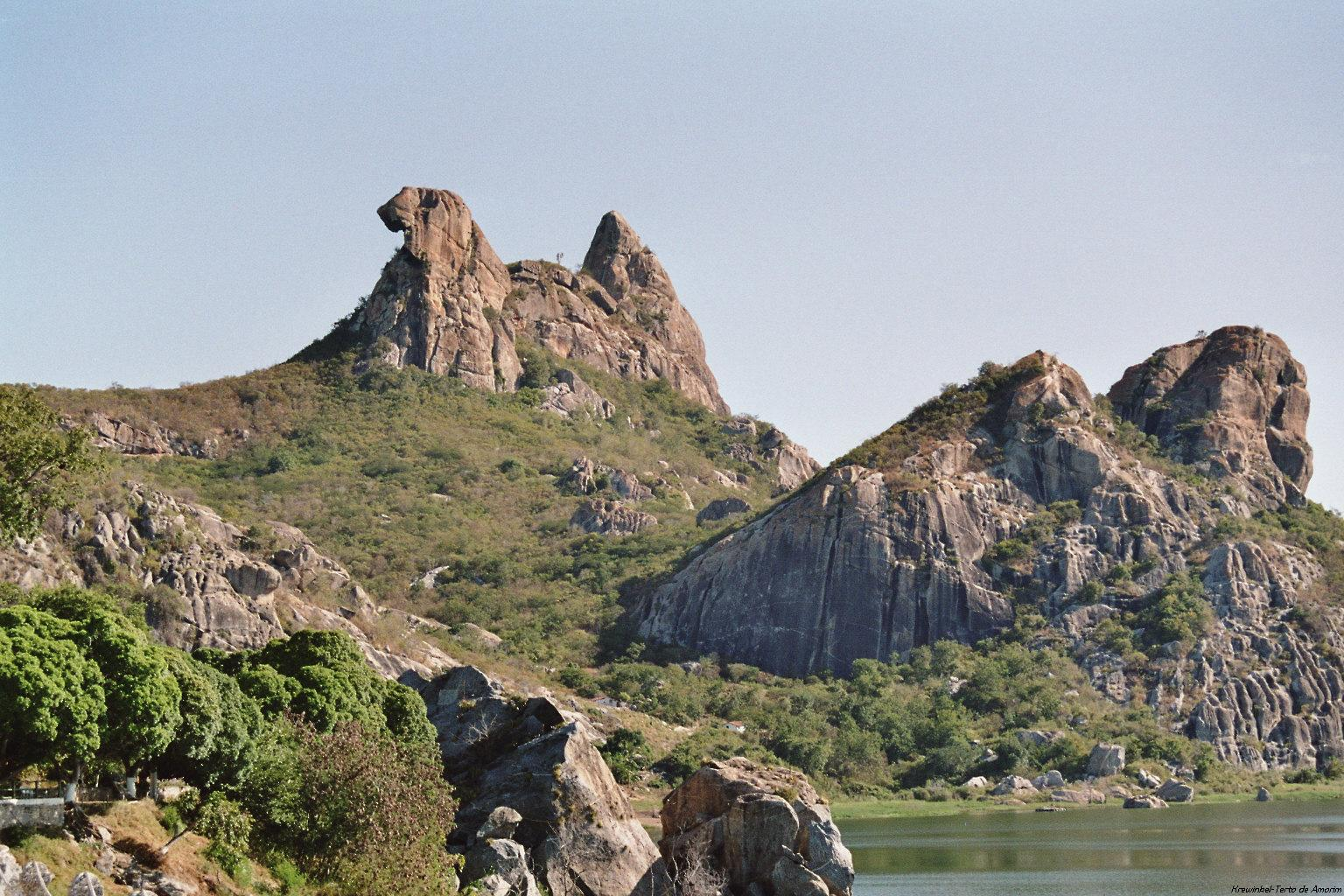
beeld van "De Kip"

Pedra da Galinha Choca of Pedra da Arara is een rots die lijkt op een papegaai of kip.
Het ligt in de omgeving van de Boqueirão do Cedro, in de gemeente Quixadá, op ongeveer 170 km van Fortaleza, de hoofdstad van de Braziliaanse deelstaat Ceará. Samen met de stuwdam Açude do Cedro vormt het een mooi landschap.